# 12127 Мамія
12127 Мамія (12127 Mamiya) — астероїд головного поясу, відкритий 9 вересня 1999 року.
Тіссеранів параметр щодо Юпітера — 3,467.